# Dromesnil
Dromesnil är en kommun i departementet Somme i regionen Hauts-de-France i norra Frankrike. Kommunen ligger i kantonen Hornoy-le-Bourg som tillhör arrondissementet Amiens. År 2022 hade Dromesnil 83 invånare.

## Befolkningsutveckling
Antalet invånare i kommunen Dromesnil
| Referens: INSEE |